# Artur Gajek
Artur Gajek (Bergisch Gladbach, 18 de abril de 1985) es un antiguo ciclista alemán ya retirado. Tras la desaparición del equipo Team Milram en 2010, se quedó sin equipo y optó por poner fin a su carrera como ciclista.

## Palmarés
2006
- Tour de Sachsenring
- Circuito de Houtland

## Resultados en Grandes Vueltas
| Carrera | Carrera         | 2004 | 2005 | 2006 | 2007 | 2008 | 2009 | 2010 |
| ------- | --------------- | ---- | ---- | ---- | ---- | ---- | ---- | ---- |
|         | Giro de Italia  | —    | —    | —    | —    | —    | —    | —    |
|         | Tour de Francia | —    | —    | —    | —    | —    | —    | —    |
|         | Vuelta a España | —    | —    | —    | —    | Ab.  | —    | —    |

—: no participa

Ab.: abandono